# Kōnosuke Takeshita
Pour les articles homonymes, voir Takeshita.
Kōnosuke Takeshita (竹下 幸之介, Takeshita Kōnosuke) (né le 29 mai 1995 à Osaka) est un catcheur (lutteur professionnel) japonais. Il travaille actuellement à la All Elite Wrestling, sous le même nom.
Il est aussi connu pour son travail à la Dramatic Dream Team.

## Carrière

### Dramatic Dream Team (2011-2021)
Le 28 septembre, lui et Tetsuya Endo battent Golden☆Lovers et remportent les KO-D Tag Team Championship.
Le 23 décembre, lui et Tetsuya Endo battent Shigehiro Irie et Yuji Okabayashi en finale du KO-D Tag Team Championship Tournament (2015) et remportent les vacants KO-D Tag Team Championship pour la deuxième fois.
Le 29 mai, le jour de son 21éme anniversaire, il bat Daisuke Sasaki et remporte le KO-D Openweight Championship et devient le plus jeune champion de l'histoire du titre, battant le précédent record détenu par Nosawa Rongai,,,. Lors de Ryogoku Peter Pan 2016, il perd le titre contre Shuji Ishikawa,.
Le 4 décembre, lui et Mike Bailey battent Damnation (Daisuke Sasaki et Tetsuya Endo) et remportent les KO-D Tag Team Championship. Le 9 janvier 2017, ils perdent les titres contre Masakatsu Funaki et Yukio Sakaguchi.
Lors de DDT Judgement 2017 ~ DDT 20th Anniversary Show, il bat Harashima et remporte le KO-D Openweight Championship pour la deuxième fois,.
Le 25 septembre, lui, Akito, Shunma Katsumata et Yuki Ino perdent contre Strong Hearts (CIMA, Duan Yingnan, El Lindaman et T-Hawk). Le 21 octobre, il perd contre CIMA.
Le 3 janvier 2019, lui, Akito et Yuki Ino battent Strong Hearts (CIMA, T-Hawk et Duan Yingnan) et remportent les KO-D Six Man Tag Team Championship. Lors de DDT Judgement 2019, il bat Daisuke Sasaki et remporte le KO-D Openweight Championship pour la troisième fois, devenant une nouvelle fois double champion.
Lors de Wrestle Peter Pan 2019, il bat Tetsuya Endo et remporte le KO-D Openweight Championship pour la quatrième fois. Lors de Summer Vacation 2019, il conserve son titre contre Chris Brookes.
Lors de Into The Fight 2020, il perd contre Chris Brookes et ne devient pas le 1er Champion Universel De La DDT.
Lors de Who's Gonna Top? 2022, il perd contre Kazusada Higuchi et ne remporte pas le KO-D Openweight Championship.

### All Elite Wrestling (2021-...)

#### Débuts, The Don Callis Family et champion International (2021-...)
Le 9 avril 2021 lors d'un House Show, il fait ses débuts à la All Elite Wrestling, dispute son premier match aux côtés de l'Elite (Kenny Omega, les Young Bucks et Michael Nakazawa), mais ensemble, les quatre catcheurs perdent face aux frères Sydal (Matt Sydal et Mike Sydal) et la Death Triangle (PAC et les Lucha Brothers) dans un 10-Man Tag Team match.
Le 4 mai 2022 à Rampage, il dispute son premier match solo dans un show télévisé, en tant que Face, mais perd face à Jay Lethal.
Le 20 novembre, il signe officiellement avec la compagnie.
Le 28 mai 2023 à Double or Nothing, il effectue un Heel Turn, car il attaque Kenny Omega avec un Shinning Wizard, ce qui permet au Blackpool Combat Club de battre l'Elite dans un Anarchy in the Arena match, et rejoint officiellement la Don Callis Family.
Le 27 août à All In, le Bullet Club Gold (Jay White, Juice Robinson) et lui battent le Golden Elite (Kenny Omega, "Hangman" Adam Page et Kōta Ibushi) dans un Trios match. La semaine suivante à All Out, il bat le catcheur canado-japonais.
Le 1er octobre à WrestleDream, la Don Callis Family (Sammy Guevara, Will Ospreay et lui) bat Chris Jericho et Golden☆Lovers (Kenny Omega et Kōta Ibushi) dans un Trios match. Le 30 décembre à Worlds End, Big Bill, Ricky Starks, Powerhouse Hobbs et lui perdent face à Sting, Darby Allin et le Sex Gods (Chris Jericho et Sammy Guevara) dans un 8-Man Tag Team match.
Le 5 mars 2024 à Revolution, il perd face à son coéquipier britannique.
Le 26 mai à Double or Nothing, il perd face à Jon Moxley et n'obtient pas de match pour le titre mondial poids-lourds IWGP. Le 30 juin à Forbidden Door, il ne remporte pas le titre TNT, battu par Jack Perry dans un Ladder match qui inclut également Mark Briscoe, Dante Martin, Lio Rush et El Phantasmo.
Le 7 septembre à All Out, il ne remporte pas le titre Continental, battu par Kazuchika Okada dans un 4-Way match qui inclut également Orange Cassidy et Mark Briscoe.
Le 12 octobre à WrestleDream, il devient le nouveau champion International en prenant sa revanche sur Will Ospreay, battant Ricochet dans un 3-Way match et remporte le titre pour la première fois de sa carrière. Le 23 novembre à Full Gear, il conserve son titre en rebattant son second même adversaire.

### New Japan Pro-Wrestling (2024-...)
Takeshita participe à l'édition 2024 du G1 Climax, où il se qualifie pour la phase finale en finissant second du bloc B et perd face à Yota Tsuji.
Lors de Wrestle Kingdom le 4 janvier 2025, il bat Shingo Takagi pour devenir champion NEVER toutes catégories.

## Palmarès
- All Elite Wrestling

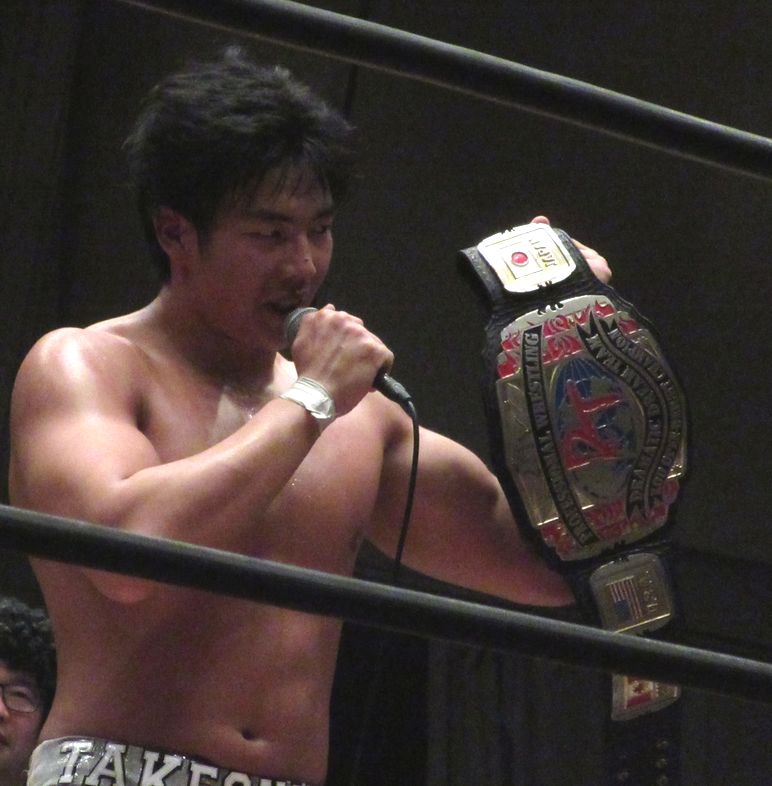
Takeshita avec le KO-D Openweight Championship en Mai 2016

  - 1 fois AEW International Championship
- Dramatic Dream Team
  - 4 fois Ironman Heavymetalweight Championship
  - 5 fois KO-D 6-Man Tag Team Championship avec Antonio Honda et Tetsuya Endo (1), Akito et Diego (1), Akito et Shunma Katsumata (1), Akito et Yuki Ino (1) et Yuki Iino et Shunma Katsumata (1)
  - 5 fois KO-D Openweight Championship
  - 4 fois KO-D Tag Team Championship avec Tetsuya Endo (2), Mike Bailey (1) et Shunma Katsumata (1)
  - D-Oh Grand Prix (2019)
- New Japan Pro-Wrestling
  - 1 fois NEVER Openweight Championship (actuel)

- Toshikoshi Puroresu
  - Shuffle Tag Tournament (2015) avec Daisuke Sekimoto[39]
  - Shuffle Tag Tournament (2017) avec Hideki Suzuki[40]
  - Shuffle Tag Tournament (2018) avec Yuko Miyamoto

## Récompenses des magazines
- Pro Wrestling Illustrated

| Année | 2016 | 2017 | 2018 | 2019 | 2020 | 2021 | 2022 | 2023 | 2024 |
| ----- | ---- | ---- | ---- | ---- | ---- | ---- | ---- | ---- | ---- |
| Rang  | 272  | 192  | 223  | 101  | 130  | 136  | 59   | 126  | 67   |